# Cianuro di sodio
Il cianuro di sodio è un sale dell'acido cianidrico.
A temperatura ambiente si presenta come un solido bianco dal tenue odore di mandorle amare. È un composto molto tossico, pericoloso per l'ambiente. La sua struttura cristallina è simile a quella del cloruro di sodio, un reticolo cubico occupato alternativamente dagli ioni sodio e dagli ioni cianuro.
Trattandosi di un sale di una base forte con un acido debole, subisce facilmente idrolisi sviluppando acido cianidrico gassoso per reazione con gli ioni ossonio dell'acqua
{\displaystyle {\ce {CN- + H3O+ -> HCN + H2O}}}
Per reazione con il perossido di idrogeno viene ossidato nel corrispondente cianato, meno tossico
{\displaystyle {\ce {NaCN + H2O2 -> NaOCN + H2O}}}

## Sintesi
Viene prodotto per sintesi diretta tra acido cianidrico e idrossido di sodio
{\displaystyle {\ce {HCN + NaOH -> NaCN + H2O}}}
nel 2006 la produzione mondiale è stata stimata in 500.000 tonnellate. In passato la sintesi era condotta secondo il processo Castner-Kellner, basato sulla reazione tra sodioammide e carbone ad alte temperature
{\displaystyle {\ce {NaNH2 + C -> NaCN + H2}}}
Altra possibile reazione di sintesi è quella tra formammide e idrossido di sodio
{\displaystyle {\ce {HCONH2 + NaOH -> NaCN + 2 H2O}}}